# Luís Cabral de Moncada

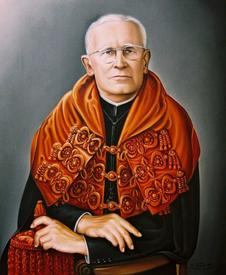
Luís Cabral de Moncada

Luís Cabral de Oliveira de Moncada (* 19. Oktober 1888 in Lissabon; † 9. April 1974 in Coimbra) war ein portugiesischer Rechtsphilosoph. Er setzte sich in seinen Schriften hauptsächlich mit der Philosophie der Werte auseinander.

## Leben
Luís Cabral de Moncada studierte bis zum Abschluss 1911 Jura an der Fakultät für Rechtswissenschaft der Universität Coimbra. Im folgenden Jahr trat er eine Anstellung bei der Staatsanwaltschaft an, wo er bis 1918 im Amt blieb. 1919 promovierte er an der Universität von Coimbra und wurde nach erfolgreichem Abschluss noch im gleichen Jahr als ein Lehrer eingestellt. Danach erlangte er den Professorentitel und lehrt seit 1924 Geschichte des römischen Rechts, Geschichte des portugiesischen Rechts und Grundlagen der Zivilrecht und Rechtsphilosophie. Von 1932 bis 1940 war er Vize-Rektor der Universität von Coimbra. Auf Vorschlag von Portugal wurde er von 1934 bis 1936 Richter im „International Court of Saarland“ im Völkerbund.
Während sich Luís Cabral de Moncada in erster Linie auf die Untersuchung der historischen und rechtlichen Aspekten widmete, erweitert er seine Bildungsphilosophie. Seine Studien auf dem Gebiet der Philosophie des Rechts und des Staates, verschafften ihm 1937 ein Lehramt an der Portugiesischen Universität. Von 1955 bis 1958 ernannte man ihn zum Dekan der Universität der Rechtswissenschaften. Er wurde für seine Publikationen über die Geschichte und Philosophie des Rechts ausgezeichnet.

## Bedeutung
Luís Cabral de Moncada gilt auch als bedeutender europäischer Rechtswissenschaftler. Seine Verbundenheit zu Deutschland drückt sich hauptsächlich in einem Briefwechsel während und nach dem Zweiten Weltkrieg von 1943 bis 1973 mit dem gleichaltrigen Carl Schmitt (1888–1985) aus.

## Ehrungen
- 1938: Großoffizier des Ordens des heiligen Jakob vom Schwert
- 1956: Großes Verdienstkreuz der Bundesrepublik Deutschland
- 1969: Großkreuz des Ordens des heiligen Jakob vom Schwert

## Publikationen
- Estudos Filosóficos e Históricos (2 Bände);
- Filosofia do Direito e do Estado (2 Bände);
- A «traditio» e a transferência da propriedade imobiliária- no direito português (séculos XII-XV), Boletim da Faculdade de Direito 6, 1920–21, S. 472–496.
- O casamento em. Portugal na Idade-Média, Boletim da Faculdade de Direito 7, 1921–23, S. 1–32.
- O «século XVIII» na legislação de Pombal, Boletim da Faculdade de Direito 9, 1925–26, S. 167–202.
- A posse de «Ano e Dia» e a prescrição aquisitiva nos costumes municipais portugueses, Boletim da Faculdade de Direito 10, 1926–28, S. 121–149.
- Subsídios para uma história da Filosofia do Direito em Portugal, Boletim da Faculdade de * O «Tempo», o «Trastempo» e a prescrição aquisitiva nos costumes municipais portugueses, Boletim da Faculdade de Direito 11, 1929, S. 16–60.
- Do valor e sentido da Democracia, Boletim da Faculdade de Direito 12, 1930–31, S. 1–106.
- Direito positivo e ciência do direito, Boletim da Faculdade de Direito 20, 1944, S. 72–117.
- As ideias políticas depois da Reforma: Jean Bodin, Boletim da Faculdade de Direito 23, 1947, S. 39–55.
- Epistemologia jurídica, Boletim da Faculdade de Direito 24, 1948, S. 167–179; 25, 1949, S. 409–420; 26, 1950, S. 154‑176; 27, 1951, S. 211–227.
- O problema do direito natural no pensamento contemporâneo, Boletim da Faculdade de Direito 25, 1949, S. 251–279.
- Introdução ao estudo da história, Boletim da Faculdade de Direito 26, 1950, S. 97–106.
- Mística e racionalismo em Portugal no século XVIII, Boletim da Faculdade de Direito 28, 1952, S. 1–98.
- O direito internacional público e a filosofia do direito, Boletim da Faculdade de Direito 31, 1955, S. 36–71.
- Para a História da Filosofia em Portugal no século XX, Boletim da Faculdade de Direito 36, 1960, S. 1–15.
- Da Essência e Conceito do Político, Boletim da Faculdade de Direito 37, 1961, S. 1–32.
- O Processo perante a Filosofia do direito, pl. 15, Homenagem ao Doutor José Alberto dos Reis, Boletim da Faculdade de Direito 1, 1961, S. 55–100.
- Democracia, Boletim da Faculdade de Direito 38, 1962, S. 1–28.
- O Direito como objecto de conhecimento, 47, Boletim da Faculdade de Direito 1971, S. 1–20.
- Para uma rigorosa temática filosófico-jurídica, Boletim da Faculdade de Direito 40, 1964, S. 1–22.
- Teoria e ideologia em política, Boletim da Faculdade de Direito 50, 1974, S. 301–321.
- O problema do critério do contrato administrativo e os novos contratos - programa, Estudos em Homenagem ao Prof. Doutor J. J. Teixeira Ribeiro, II, Iuridica, 1979 (impr. 1980), S. 585–637.
- A empresa pública e o seu regime jurídico: aspectos gerais, Estudos em Homenagem ao Prof. Doutor Afonso Rodrigues Queiró, I, Direito Económico, 1984 (impr. 1989), S. 565–620.
- Memórias, Luís Cabral de Moncada, Pessoas, Factos, Ideias 1888–1974, Verbo, 1993.
- Erik Jayme: Luis Cabral de Moncada und Carl Schmitt, 1998, Reihe: Heidelberger Forum, Band 101, ISBN 3-8114-2998-1.